# Seo Eun-soo
Seo Eun-soo (서은수?, Seo EunsuLR, Sŏ ŬnsuMR), pseudonimo di Lee Jeong-min (이정민?, 李汀敏?, I JeongminLR, I ChŏngminMR; Busan, 2 marzo 1994), è un'attrice sudcoreana.
Ha debuttato nella serie televisiva del 2016 Jiltu-ui hwasin e ottenuto popolarità dopo aver interpretato il ruolo di Seo Ji-soo nella serie familiare Hwanggeumbit nae insaeng (2017-2018), per cui si è aggiudicata il premio come Miglior attrice emergente ai Korea Drama Award e candidature nella stessa categoria ai Baeksang Arts Award e ai KBS Drama Award.

## Filmografia

### Cinema
- Neo-ui gyeolhonsik (너의 결혼식?), regia di Lee Seok-geun (2018)
- Kingmaker (킹메이커?), regia di Byun Sung-hyun (2022)
- Manyeo Part2. The Other One (마녀(魔女) Part2. The Other One?), regia di Park Hoon-jung (2022)

### Televisione
- Jiltu-ui hwasin (질투의 화신?) – serie TV (2016)
- Nangman doctor Kim Sa-bu (낭만닥터 김사부?) – serie TV (2016)
- Duel (듀얼?) – serie TV (2017)
- Hwanggeumbit nae insaeng (황금빛 내 인생?) – serie TV (2017-2018)
- Haneur-eseo naerineun ir-eokgae-ui byeol (하늘에서 내리는 일억개의 별?) – serie TV (2018)
- Top Management (탑 매니지먼트?) – serie TV (2018)
- Legal High (리갈하이?) – serie TV (2019)
- Hotel del Luna (호텔 델루나?) – serie TV, episodio 11 (2019)
- Itaewon Class (이태원 클라쓰?) – serie TV, episodio 6 (2020)
- Jeonyeok gach-i deusillae-yo? (저녁 같이 드실래요??) – serie TV, eposodi 1-2 (2020)
- Missing: Geudeur-i iss-eotda (미씽: 그들이 있었다?) – serie TV (2020)
- Sajangnim-eul jamgeumhaeje (사장님을 잠금해제?) – serie TV (2022)
- Susabanjang 1958 (수사반장 1958?) – serie TV (2024)